# Al Sellinger
Al Sellinger (6 de julho de 1914 — 15 de abril de 1986) foi um ciclista olímpico estadunidense. Representou sua nação nos Jogos Olímpicos de Verão de 1936.